# Colostygia aqueata
Colostygia aqueata là một loài bướm đêm trong họ Geometridae.